# لری سمون
لری سمون (انگلیسی: Larry Semon؛ ‏ ۹ فوریهٔ ۱۸۸۹ – ۸ اکتبر ۱۹۲۸) بازیگر، کارگردان و فیلم‌نامه‌نویس اهل ایالات متحده آمریکا بود. وی بین سال‌های ۱۹۱۶ تا ۱۹۲۸ میلادی فعالیت می‌کرد. 

## گزیدهٔ فیلم‌شناسی
- درنگ کن، ببین و گوش کن
- دلقک تمام‌عیار
- کید اسپید
- آلمانی‌ها و جاسوس‌ها
- مراقبت ملال‌انگیز
- کارگر صحنه
- کاباره نیمه‌شب
- مأمور اف‌بی‌آی
- نمایش
- کارگاه چوب‌بری

محموله ویژه
- بلاگردان
- سرپیشخدمت
- یک جفت پادشاه
- شاگرد فروشنده
- بدون ناقوس عروسی
- تحصیلدار
- پیشخدمت
- دنیای تبهکاران
- دردسرهای آبجوسازی
- دختری در لیموزین
- فروشگاه لباس زنانه
- نعل اسب
- عشق برق‌آسا
- حیاط انبار
- فریب‌کاران و دیوانگان
- دوست پسرش